# مرسدس پاز
 مرسدس پاز (انگلیسی: Mercedes Paz؛ زاده ۲۷ ژوئن ۱۹۶۶) یک تنیس‌باز اهل آرژانتین است.